# Mabra eryxalis
Mabra eryxalis là một loài bướm đêm trong họ Crambidae.